# Fusarium crookwellense
Fusarium crookwellense är en svampart som beskrevs av L.W. Burgess, P.E. Nelson & Toussoun 1982. Fusarium crookwellense ingår i släktet Fusarium och familjen Nectriaceae.   Inga underarter finns listade i Catalogue of Life.